# Cho Seong-ju
 (mai 2025).
Si vous disposez d'ouvrages ou d'articles de référence ou si vous connaissez des sites web de qualité traitant du thème abordé ici, merci de compléter l'article en donnant les références utiles à sa vérifiabilité et en les liant à la section « Notes et références ».
Cho Seong-ju, né le 28 juillet 1997 à Pusan en Corée du Sud, est un joueur professionnel sud-coréen de StarCraft II connu sous le pseudonyme de Maru jouant la race Terran. Il joue  actuellement pour l'équipe Team Vitality.
Il compte notamment à son palmarès une médaillé d'or aux Jeux asiatiques de 2018.

## Début
En 2010, en raison de ses performances dans une compétition de lycée, il est remarqué et sélectionné comme stagiaire pour SK Telecom T1, équipe pour laquelle il joue pendant une courte période. 
Il a remporté la saison 2 des WCS Corée 2013, la All-Kill Starleague, qui s'est tenue au COEX D Hall à Séoul le 10 août 2013, en battant Jeong Yun- jong 4:2, et est devenu le premier champion de ligue individuelle de sa vie, devenant un Royal Roader de la Starleague.
Le 13 décembre 2013, il a été transféré de Prime à Jin Air Green Wings.
Il a remporté la Naver Starleague 2015 qui s'est tenue à la Nexon Arena de Gangnam le 21 mars 2015, battant Jo Jung-hyuk 4:1, devenant ainsi le premier champion de la Starleague organisé par SPOTV Games.
Il a remporté la saison 1 de la GSL 2018 qui s'est tenue au Freak Up Studio le 31 mars 2018, battant Kim Dae- yeop 4:2, découvrant ainsi son premier championnat GSL en 8 ans.

## Première victoire et Royal Roader
Maru a remporté son premier championnat lors de la WCS Korea Season 2 Auction All-Kill Starleague 2013, battant le record du plus jeune Royal Roader détenu par Park Sung-jun lors de la Gillette Starleague 2004. (Composition de Jo Seong-ju : 16 ans et 13 jours, Park Sung-jun :17 ans, 7 mois et 14 jours) 
Il est le premier vainqueur d'Ongamenet du StarCraft II Heart of the Swarm, et est également le premier et le dernier vainqueur de la Starleague en tant que joueur de la Fédération eSports. 

## Palmarès
| Année | Tournoi                                                       | Résultat      | Adversaire (finale)            | Score |
| ----- | ------------------------------------------------------------- | ------------- | ------------------------------ | ----- |
| 2013  | Asia StarCraft League                                         | Champion      | Choi "BBoongBBoong" Jong-hyeok | 3–2   |
| 2013  | WCS Korea Saison 2 – Auction All-Kill StarLeague (OSL)        | Champion      | Jung "Rain" Yoon-jong          | 4–2   |
| 2015  | IEM Season IX – Taipei                                        | Finaliste     | Lee "Life" Seung-hyun          | 3–4   |
| 2015  | StarCraft II StarLeague Saison 1 (Naver SSL)                  | Champion      | Cho "Dream" Joong-hyuk         | 4–1   |
| 2016  | WESG 2016 – Asie-Pacifique                                    | Finaliste     | Jun "TY" Tae-yang              | 0–3   |
| 2017  | WESG 2016 – Finale mondiale                                   | Finaliste     | Jun "TY" Tae-yang              | 3–4   |
| 2018  | WESG 2017                                                     | Champion      | Park "Dark" Ryung-woo          | 4–3   |
| 2018  | GSL Code S Saison 1                                           | Champion      | Kim "Stats" Dae-yeob           | 4–2   |
| 2018  | GSL Code S Saison 2                                           | Champion      | Joo "Zest" Sung-wook           | 4–0   |
| 2018  | Jeux asiatiques de Jakarta-Palembang – E-sport (StarCraft II) | Médaille d’or | Huang "Nice" Yu-xiang          | 4–0   |
| 2018  | GSL Code S Saison 3                                           | Champion      | Jun "TY" Tae-yang              | 4–3   |
| 2019  | GSL Code S Saison 1                                           | Champion      | Kim "Classic" Do-woo           | 4–2   |
| 2020  | GSL Saison 3                                                  | Finaliste     | Jun "TY" Tae-yang              | 2–4   |

### Réconpemses
- Prix du meilleur joueur Terran de Starcraft II aux Korea e-Sports Awards 2014-2013